# Wielkie Góry Wododziałowe
Wielkie Góry Wododziałowe (ang. Great Dividing Range) – łańcuch górski ciągnący się południkowo wzdłuż wschodnich wybrzeży Australii od Cieśniny Bassa na południu po półwysep Jork na północy. Ma długość około 4000 km, a jego szerokość dochodzi do 640 km. Bywa błędnie nazywany Alpami Australijskimi, które są najwyższym pasmem tego łańcucha. Najwyższym szczytem, a zarazem najwyższym szczytem Australii, jest położona w Alpach Australijskich Góra Kościuszki (2228 m).
Wielkie Góry Wododziałowe wraz z nadmorskimi nizinami wchodzą w skład Endemic Bird Area Eastern Australia. Urządzono tam też kilkadziesiąt parków narodowych.

## Geografia i geologia
Wielkie Góry Wododziałowe leżą we wschodniej części Australii, w stanach Queensland, Nowa Południowa Walia i Wiktoria. Zaczęły wypiętrzać się podczas orogenezy hercyńskiej. W późniejszych okresach uległy zrównaniu, by pod koniec trzeciorzędu i na początku czwartorzędu ulec silnym dyslokacjom uskokowym. Górotwór fałdowy został przekształcony w góry o strukturze bryłowej; wysokości poszczególnych uskoków wahają się średnio między 600 a 800 m. Góry zbudowane są głównie z piaskowców, granitów i bazaltów. Na wschód opadają stromo w kierunku wąskiego pasa nizin przybrzeżnych, natomiast na zachód obniżają się łagodnie w stronę Niziny Środkowoaustralijskiej.
Na wschodnich stokach rosną bujne sawanny i lasy głównie eukaliptusowe. Zachodnie stoki to suche sawanny.
W Wielkich Górach Wododziałowych znajdują się źródła największych rzek Australii Murray i Darling.
Główna grań stanowi dział wodny między zlewnią Oceanu Spokojnego na wschodzie a zlewniami Oceanu Indyjskiego i kotliną jeziora Eyre na zachodzie (stąd nazwa gór).
Klimat górski, częściowo zwrotnikowy, na północy podrównikowy wilgotny. Średnia temperatura lipca na północy 15–20 °C, na południu 4–10 °C, w styczniu odpowiednio 25–28 °C i 15–20 °C.

## Podział
Wielkie Góry Wododziałowe dzielą się na kilkadziesiąt pasm górskich i masywów.
Głównymi pasmami i masywami (z północy na południe) są: masyw Mount Tozer, McIlwraith Range, masyw Abbey Peak, Main Coast Range i Bellenden Ker Range.
Dalej na południe Wielkie Góry Wododziałowe rozdzielają się na dwa równoległe łańcuchy górskie.
Zachodni łańcuch to m.in. pasma i masywy: Newcastle Range, Gregory Range, Lolworth Range, Drummond Range, Warrego Range, Chesterton Range, Mount Acland, Expedition Range, Mount Huton, Auburn Range. Natomiast wschodni (przybrzeżny) to: Seaview Range, Mount Eliot, Leichardt Range, Clarke Range, Denham Range, Connors Range, Caliope Range.
Oba równoległe łańcuchy łączą się w paśmie Bunya Mountains i dalej na południe Wielkie Góry Wododziałowe już jako jeden łańcuch dzielą się m.in. na: McPherson Range, Main Range, Richmond Range, Mount Bajimba, Kangaroo Range, New England Range, Nandewar Range, Moonbi Range, Hastings Range, Liverpool Range, Warrumbungle Range, Mount Royal Range, Hunter Range, Góry Błękitne, Budawang Range, The Yellow Mount, Mount Bindo, Mount Mac Alister, Kybeyan Range, Alpy Australijskie, The Grampians i Góry Strzeleckiego.

## Gospodarka
Pierwszymi Europejczykami którzy dotarli do Wielkich Gór Wododziałowych, byli w 1813 roku Gregory Blaxland, W.C. Wentworth i William Lawson. Duży wkład w poznanie gór wniósł Paweł Edmund Strzelecki. Współcześnie region ten jest ważny dla rolnictwa, przemysłu drzewnego i kopalnianego. Są złoża węgla, złota, rudy miedzi, bizmutu, molibdenu, cyny, ołowiu i wolframu.